# بلیدز، دلاور
بلادس، دلاور (به انگلیسی: Blades, Delaware) یک سکونتگاه مسکونی در ایالات متحده آمریکا با جمعیت ۱٬۲۴۱ نفر است که در دلاویر واقع شده‌است.